# Черніхув (Прошовицький повіт)
Черніхув (пол. Czernichów) — село в Польщі, у гміні Конюша Прошовицького повіту Малопольського воєводства.
Населення — 326 осіб (2011).
У 1975-1998 роках село належало до Краківського воєводства.

## Демографія
Демографічна структура станом на 31 березня 2011 року:
|          | Загалом | Допрацездатний вік | Працездатний вік | Постпрацездатний вік |
| -------- | ------- | ------------------ | ---------------- | -------------------- |
| Чоловіки | 154     | 40                 | 96               | 18                   |
| Жінки    | 172     | 41                 | 97               | 34                   |
| Разом    | 326     | 81                 | 193              | 52                   |